# Овертон (Небраска)
Овертон (енгл. Overton) град је у америчкој савезној држави Небраска.

## Демографија
По попису из 2010. године број становника је 594, што је 52 (-8,0%) становника мање него 2000. године.
| Група             | 2000.       | 2010.       |
| Белци             | 578 (89,5%) | 525 (88,4%) |
| Афроамериканци    | 2 (0,3%)    | 0 (0,0%)    |
| Азијати           | 1 (0,2%)    | 1 (0,2%)    |
| Хиспаноамериканци | 59 (9,1%)   | 62 (10,4%)  |
| Укупно            | 646         | 594         |